# Homa

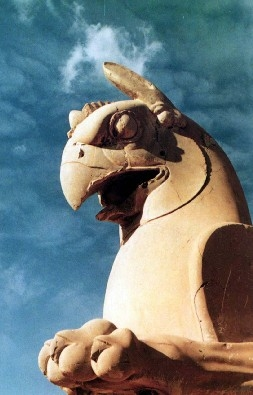
Capitell tipus Griu, d'aproximadament l'any 500 aC. Persépolis, l'Iran. En la interpretació popular local, les figures d'aquestes columnes es perceben com a representacions de l'ocell Huma.

Homa (persa: هما, pronunciat Homā, avèstic: Homāio), també Huma, és un ocell mític de llegendes i faules iranianes, i continua com a motiu comú en la poesia sufí i diwan. Tot i que hi ha moltes llegendes sobre la criatura, el comú a totes és que es diu que l'ocell no s'aixeca mai sinó que viu tota la seva vida volant de manera invisible per sobre de la terra.
Hi ha nombroses interpretacions populars del nom, entre elles la del mestre sufí Inayat Khan, que va suposar que "en la paraula Huma, hu representa esperit, i la paraula mah prové de l'àrab 'Maʼa' ماء que vol dir aigua."

## Mites i llegendes

Ocell Huma a l'emblema de l'Uzbekistan

Es diu que l'ocell Homa no s'atura mai, viu tota la seva vida volant de manera invisible per sobre de la terra i no s'aixeca mai a terra (en algunes llegendes es diu que no té potes).

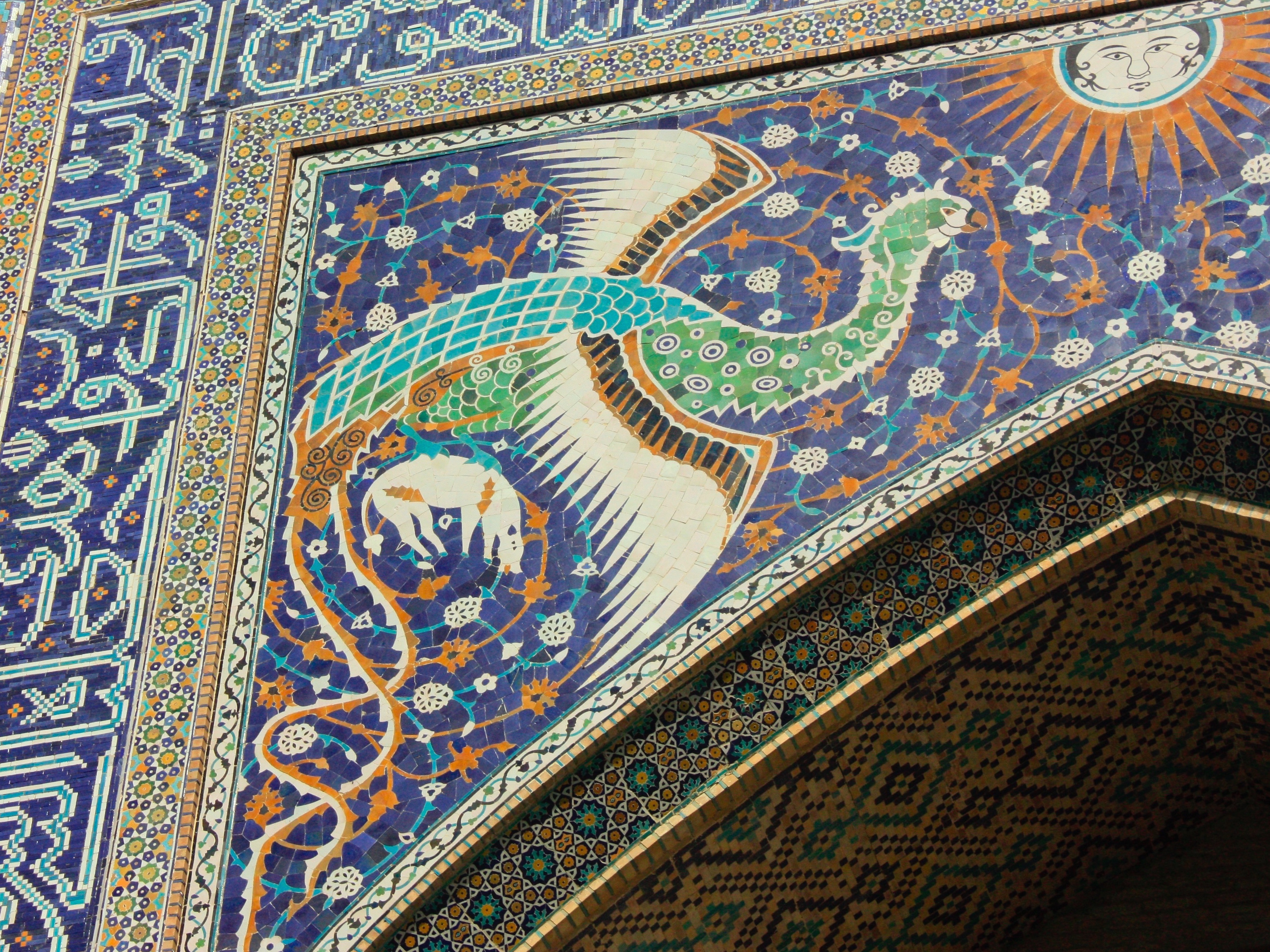
Mosaic del mític ocell Homa al portal de la Madrasa Nadir Divan-Begi a Bukhara, Uzbekistan

En diverses variacions dels mites d'Homa, es diu que l'ocell és semblant al fènix, consumint-se al foc cada pocs centenars d'anys, només per ressorgir de les cendres. Es diu que l'ocell Homa té la naturalesa masculina i femenina en un sol cos (que recorda el Fenghuang xinès), cada naturalesa té una ala i una cama. Es considera que Homa és compassiu i un "ocell de la fortuna" ja que es diu que la seva ombra (o tacte) és auspiciosa.
En la tradició sufí, atrapar l'Homa està més enllà de la imaginació més salvatge, però veure'l o fins i tot una ombra segur que farà feliç per a la resta de la vida. També es creu que Homa no pot ser capturat amb vida, i la persona que mata un Homa morirà en quaranta dies.
En la poesia otomana, la criatura sovint es coneix com un "ocell del paradís"; primerenques descripcions europees de l'espècie Paradisaeidae mostraven que els ocells no tenien ales ni potes, i es suposava que els ocells romanien amunt tota la seva vida.
A l'obra mestra al·legòrica de Farid-ad-Din Attar El llenguatge dels ocells, un exemple eminent d'obres sufís a la literatura persa, l'ocell Homa és mostrat com un alumne que es nega a emprendre un viatge perquè aquesta empresa comprometria el privilegi de concedir la reialesa aquells a qui va sobrevolar. A la literatura iraniana, aquesta funció d'atorgament de la reialesa de l'ocell Homa s'identifica amb els monarques preislàmics i es troba davant dels corbs, que és una metàfora dels àrabs. La llegenda també apareix en l'art no sufí.
La funció d'atorgament de la reialesa de l'ocell Homa reapareix a les històries índies de l'era mogol, en què es deia que l'ombra (o l'aterratge) de l'ocell Homa al cap o a l'espatlla d'una persona donava (o prediria) la reialesa. En conseqüència, es deia que les plomes que decoren els turbants dels reis eren plomatge de l'ocell Homa.
El professor sufí Inayat Khan dona a la llegenda de la reialesa concedida una dimensió espiritual: "El seu veritable significat és que quan els pensaments d'una persona evolucionen de tal manera que trenquen totes les limitacions, llavors es converteix en un rei. És la limitació del llenguatge que només pot descriure l'Altíssim com una cosa semblant a un rei."
L' ocell Huma simbolitza una altesa inabastable en la literatura popular turca. Algunes referències a la criatura també apareixen a la literatura sindhi, on, com en la tradició diwan, la criatura és retratada com a portadora de gran fortuna. Al Zafarnama de Guru Gobind Singh Ji, una carta adreçada a l'emperador mogol Aurangzeb es refereix a l'ocell Huma com un "ocell poderós i propici".

## Llegat

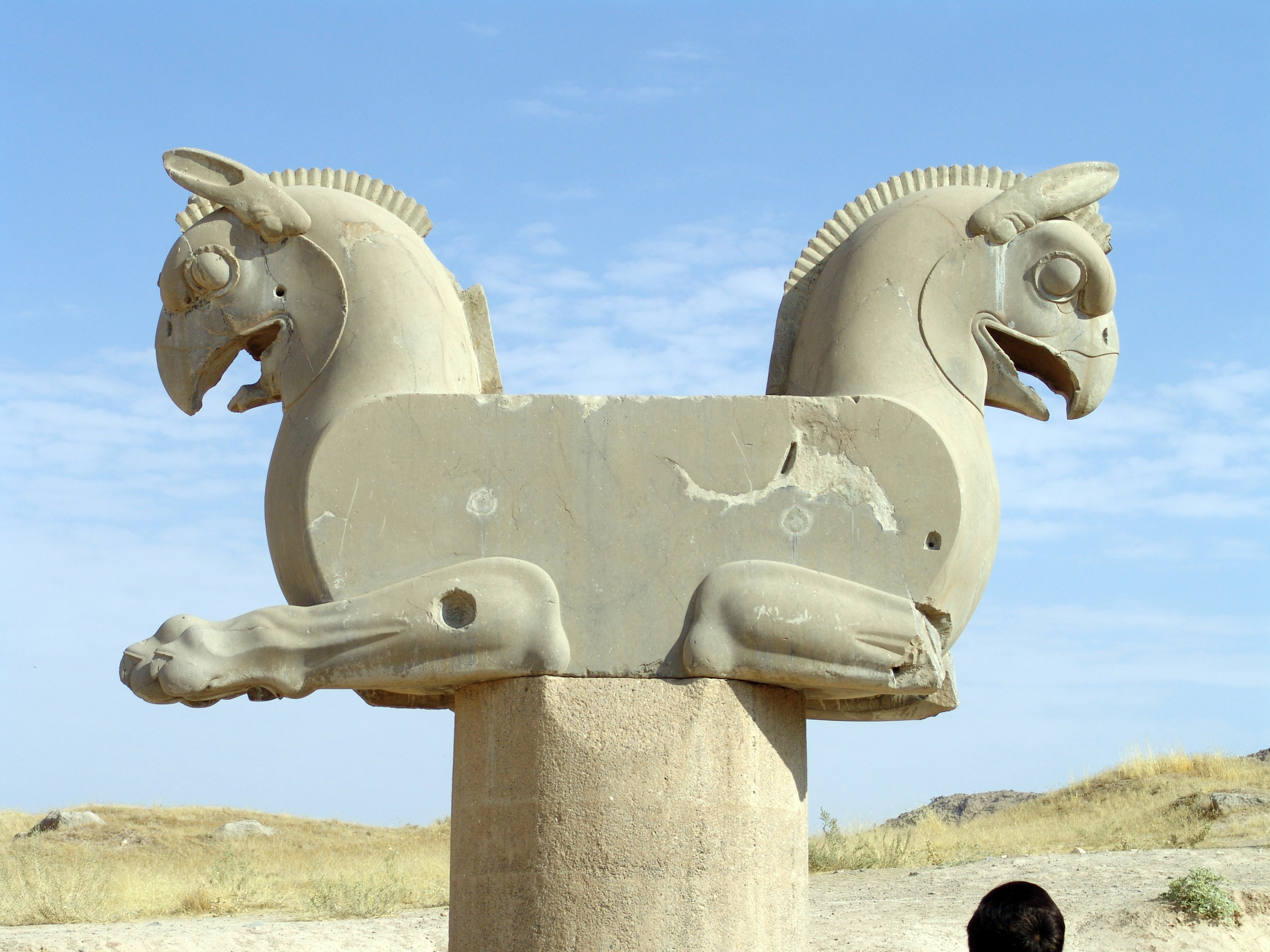
Estàtues tipus grius d'aproximadament 500 aC Persépolis, l'Iran. Les figures d'aquestes columnes es consideren popularment representacions de l'ocell Homa.

- Un catàleg del Museu Britànic de títols d'una fotografia dels grius a Persépolis (conegut localment com 'Homa ocells')".[1]
- L'acrònim en persa de " Iran National Airline " és HOMA i l'emblema de la companyia aèria té una representació estilitzada d'un ocell Homa.
- L'escut de l'Uzbekistan representa l'ocell Homa.
- Herman Melville al·ludeix breument a l'ocell a Moby Dick. A l'inici del capítol titulat "La cua", el narrador parla de "l'ocell que no s'enlaira mai".
- Proporciona el títol de Bird's Shadow, una col·lecció de contes d'Ivan Bunin.
- També es fa referència a la pel·lícula Days of Being Wild de Wong Kar-wai.
- La sèrie de literatura Dragonlance va nomenar l'heroi més gran de Krynn, Huma Dragonbane, pel nom de l'ocell Huma.
- L'asteroide 3988 Huma descobert per Eleanor F. Helin porta el nom de l'ocell Huma. El nom de l'asteroide va ser suggerit per la campanya de SGAC Name An Asteroid.[11]